# كودوياما
كودوياما  هي بلدية في اليابان، وبلدة في اليابان، تقع في واكاياما، ومقاطعة إيتو، بلغ عدد سكانها 4,218  نسمة وذلك حسب إحصائيات سنة 2017، تبلغ مساحتها 44.15 كيلومتر مربع.

## الموقع
تشترك في الحدود مع:
- كويا
- كاتسوراغي
- هاشيموتو، واكاياما.